# Nexus (revista em quadrinhos)

Capa de Steve Rude para Nexus: The Origin.

Nexus é uma série de revistas em quadrinhos americana criada por Mike Baron e Steve Rude em 1981, e desde então publicada por diferentes editoras. Mais de 100 edições já haviam sido publicadas, de forma irregular, quando as novas histórias passaram a ser incluídas, em 2012, na revista Dark Horse Presents. O personagem principal é "Horatio Hellpop", um homem que ao entrar em contato com uma raça de alienígenas, recebe super-poderes e adota a identidade de "Nexus". Para manter os seus poderes, ele deve matar um determinado número de genocidas a cada, e para isso viaja pelo espaço sideral.
Em 1988, foi indicada ao Eisner de "Melhor Série". Baron, por sua vez, foi indicado duas vezes por seu trabalho na série ao Eisner Award de "Melhor Escritor", em 1988 e 1989.
Em 1993, a história Nexus: The Origin ganharia o Eisner Award na categoria "Melhor História Contida", enquanto Rude e Baron ganhariam a categoria "Melhor Conjunto de Escritor e Desenhista". Rude seria indicado ainda à categoria de "Melhor Capista". Em 1996, a minissérie Nexus: The Wages of Sin seria indicada ao Eisner Award de "Melhor Minissérie" e Rude seria novamente indicado à categoria de "Melhor Capista" no ano seguinte e também em 1998.